# AB Isfjorden

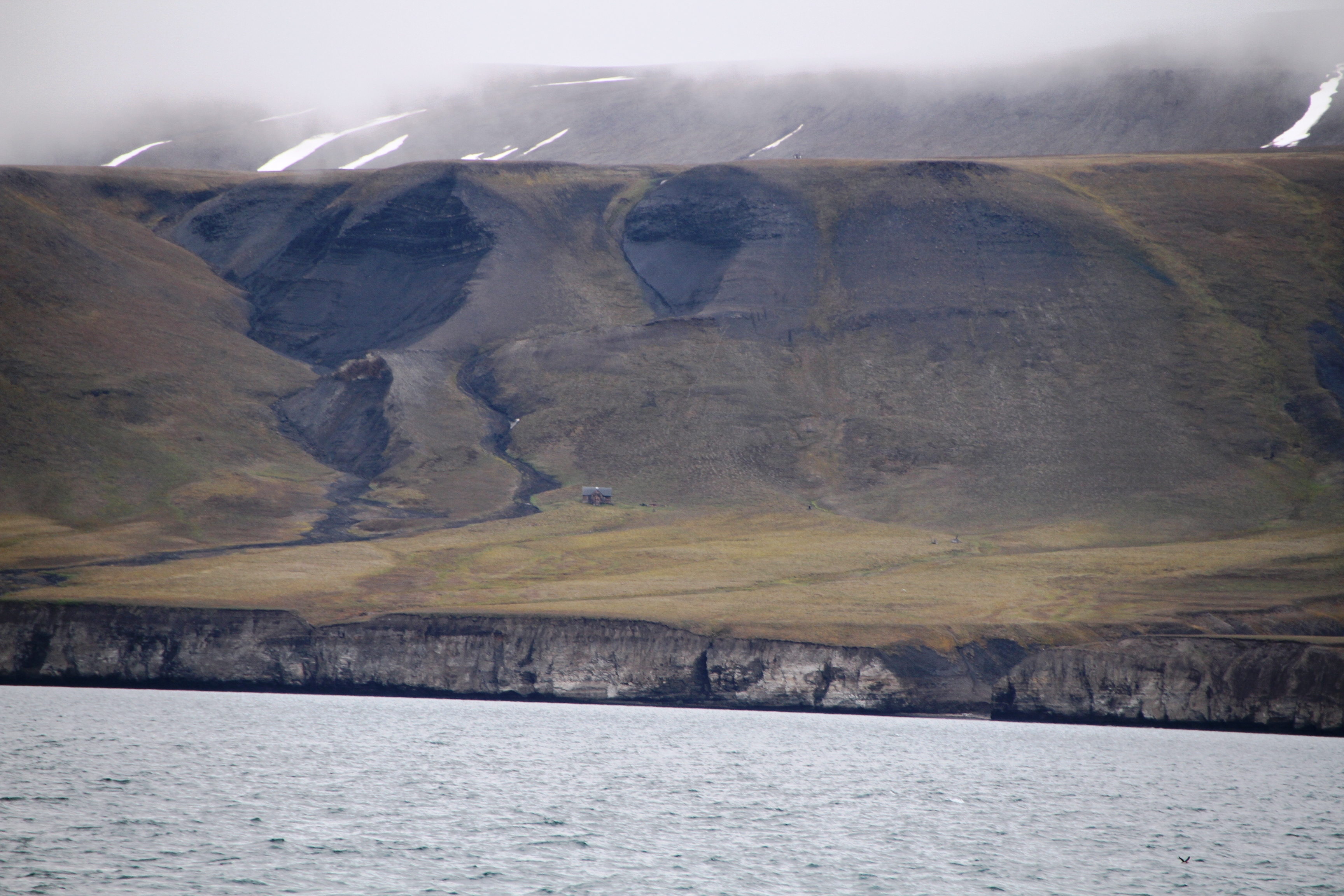
Svenskhusets läge på Kap Thordsen.

AB Isfjorden var ett svenskt företag som bildades omkring 1870 för att utvinna fosforit vid Kap Thordsen vid Isfjorden på Spetsbergen i Svalbard.
Adolf Erik Nordenskiöld hittade en fosforitfyndighet vid sin första egna Spetsbergenexpedition, Svenska Spetsbergenexpeditionen 1864. 
En rekognosering skedde 1872, vid vilken bland annat geologen Per Öberg deltog. Projektet avbröts, efter det att det bedömts vara omöjligt att starta lönsam brytning, speciellt då andra fosfat börjat komma i handeln. Kvar från projektförberedelserna blev en för bolaget uppförd tvåvånings bostadsbyggnad på Kap Thordsen, som senare blev känd som Svenskhuset. Denna kom till användning som expeditionshus för den svenska expeditionen under Det första internationella polaråret, 1882–1883, Den svenska fysikaliska-meteorologiska expeditionen till Spetsbergen 1882–1883. 
AB Isfjordens exploateringsplaner övergavs slutgiltigt efter att Adolf Eriks son Gustaf Nordenskiöld kartlagt området sommaren 1890.